# Cmentarz ewangelicko-augsburski przy ulicy Tatrzańskiej w Szczecinie
Cmentarz ewangelicko-augsburski przy ulicy Tatrzańskiej w Szczecinie – dawny cmentarz protestancki położony na terenie szczecińskiego osiedla Niemierzyn, przy ulicy Tatrzańskiej (ówczesnej Friedhofstraße).

## Historia
Cmentarz powstał pod koniec II połowy XIX wieku z przeznaczeniem dla mieszkańców wsi Niemierzyn (wówczas Nemitz), którzy byli luteranami. Pochówków zaprzestano w połowie lat 30. XX wieku. Wkrótce w okolicy powstało osiedle domków jednorodzinnych i ta część Niemierzyna nabrała cech miejskiego przedmieścia. Po 1945 roku na cmentarzu jeszcze znajdowały się nagrobki, trudno określić datę ich usunięcia.
Na terenie dawnego cmentarza wybudowano sklep z parkingiem oraz plac zabaw. Jedyną pozostałością po dawnej funkcji tego terenu jest starodrzew rosnący przy parkingu.